# Puchar Świata w kombinacji norweskiej

Puchar Świata w kombinacji norweskiej lub Puchar Świata w dwuboju klasycznym – rozgrywany corocznie cykl zawodów w kombinacji norweskiej. Za zajęcie odpowiedniego miejsca w pojedynczych zawodach uczestnik otrzymuje daną liczbę punktów. Po zsumowaniu punktów poszczególnych zawodników z każdego konkursu, tworzona jest klasyfikacja. Kombinator będący na jej czele, otrzymuje Puchar Świata – Kryształową Kulę.
Puchar Świata organizowany jest od sezonu 1983/84. Pierwszym zdobywcą Pucharu Świata został Norweg Tom Sandberg. Najbardziej utytułowanymi zawodnikami pod względem zwycięstw w klasyfikacji generalnej są Niemiec Eric Frenzel oraz Norweg Jarl Magnus Riiber, którzy pięciokrotnie zdobywali Kryształową Kulę. Jedynym Polakiem, który stanął na podium pojedynczych zawodów Pucharu Świata był Stanisław Ustupski. Dokonał on tego 21 stycznia 1989 roku.
Od sezonu 2013/2014 w Seefeld rozgrywany jest Nordic Combined Triple.

## Zasady

### Poprzednie punktacje za konkurs Pucharu Świata
W sezonach od 1983/1984 do 1992/1993 zawodnikom przyznawano punkty za zajęte miejsca w poszczególnych konkursach według następującej tabeli:
| miejsce | 1  | 2  | 3  | 4  | 5  | 6  | 7 | 8 | 9 | 10 | 11 | 12 | 13 | 14 | 15 |
| punkty  | 25 | 20 | 15 | 12 | 11 | 10 | 9 | 8 | 7 | 6  | 5  | 4  | 3  | 2  | 1  |

Od sezonu 1993/1994 całkowicie zreformowano zasady obowiązujące w Pucharze Świata. Nie było już skromnej punktacji dla 15 zawodników, a bardzo rozbudowana dla 45. Punktacja ta obowiązywała do sezonu 2001/02 włącznie.
| miejsce | 1   | 2   | 3   | 4  | 5  | 6  | 7  | 8  | 9  | 10 | 11 | 12 | 13 | 14 | 15 | 16 | 17 | 18 | 19 | 20 | 21 | 22 | 23 | 24 | 25 | 26 | 27 | 28 | 29 | 30 | 31 | 32 | 33 | 34 | 35 | 36 | 37 | 38 | 39 | 40 | 41 | 42 | 43 | 44 | 45 |
| punkty  | 140 | 125 | 110 | 95 | 85 | 75 | 65 | 60 | 55 | 50 | 46 | 42 | 39 | 36 | 33 | 31 | 29 | 28 | 27 | 26 | 25 | 24 | 23 | 22 | 21 | 20 | 19 | 18 | 17 | 16 | 15 | 14 | 13 | 12 | 11 | 10 | 9  | 8  | 7  | 6  | 5  | 4  | 3  | 2  | 1  |

Od sezonu 2002/2003 za miejsca zajęte w konkursie Pucharu Świata zawodnicy otrzymywali punkty według następującej tabeli:
| miejsce | 1   | 2  | 3  | 4  | 5  | 6  | 7  | 8  | 9  | 10 | 11 | 12 | 13 | 14 | 15 | 16 | 17 | 18 | 19 | 20 | 21 | 22 | 23 | 24 | 25 | 26 | 27 | 28 | 29 | 30 |
| punkty  | 100 | 80 | 60 | 50 | 45 | 40 | 36 | 32 | 29 | 26 | 24 | 22 | 20 | 18 | 16 | 15 | 14 | 13 | 12 | 11 | 10 | 9  | 8  | 7  | 6  | 5  | 4  | 3  | 2  | 1  |

Punktacja ta obowiązywała do sezonu 2022/23 włącznie.

### Obecna punktacja za konkurs Pucharu Świata
Od sezonu 2023/2024 za miejsca zajęte w konkursie Pucharu Świata zawodnicy otrzymują punkty według następującej tabeli:
| miejsce | 1   | 2  | 3  | 4  | 5  | 6  | 7  | 8  | 9  | 10 | 11 | 12 | 13 | 14 | 15 | 16 | 17 | 18 | 19 | 20 | 21 | 22 | 23 | 24 | 25 | 26 | 27 | 28 | 29 | 30 | 31 | 32 | 33 | 34 | 35 | 36 | 37 | 38 | 39 | 40 |
| punkty  | 100 | 90 | 80 | 70 | 60 | 55 | 52 | 49 | 46 | 43 | 40 | 38 | 36 | 34 | 32 | 30 | 28 | 26 | 24 | 22 | 20 | 19 | 18 | 17 | 16 | 15 | 14 | 13 | 12 | 11 | 10 | 9  | 8  | 7  | 6  | 5  | 4  | 3  | 2  | 1  |

Zawody Nordic Combined Triple są rozgrywane przez trzy dni w austriackim Seefeld. W pierwszym dniu zawodnicy oddają jeden skok i biegną 5 km, w drugim dniu oddają jeden skok i pokonują 10 km, a w trzecim dniu wykonują dwa skoki i mierzą się na dystansie 15 km. Do zawodów w trzecim dniu dopuszczonych jest 30 najlepszych zawodników po dwóch dniach. W pierwszym i drugim dniu rywalizacji zawodnicy dostają połowę standardowych punktów (np. zwycięzca otrzymuje 50 punktów), a w trzecim dniu liczba standardowych punktów jest mnożona razy dwa (np. zwycięzca otrzymuje 200 punktów).
Żeby zawodnik mógł zostać dopuszczony do startu w konkursie indywidualnym Pucharu Świata, musi posiadać na swoim koncie punkty Pucharu Kontynentalnego. Konkurs składa się z dwóch konkurencji klasycznych w narciarstwie: skoków i biegów.
Obecnie zawody Pucharu Świata odbywają się w pięciu konkurencjach:
- indywidualnie:
  - bieg metodą Gundersena – jedna seria skoków na dużej lub normalnej skoczni i bieg na 10 km
  - bieg masowy – bieg ze startu wspólnego na 10 km i jedna seria skoków
  - Kompakt – jedna seria skoków na dużej lub normalnej skoczni i bieg na 7,5 km ze stałymi różnicami czasowymi na starcie zależnymi tylko od zajmowanej pozycji po konkursie skoków[4]

- drużynowo:
  - klasyczny – czterech zawodników startuje najpierw w jednej serii skoków, a następnie odbywa się bieg 4x5 km,
  - sprint drużynowy – dwóch zawodników startuje najpierw w jednej serii skoków, a następnie odbywa się bieg 2x7,5 km,

W poprzednich sezonach rozgrywano także:
- bieg długi metodą Gundersena – dwie serie skoków i bieg na 15 km,
- sprint metodą Gundersena – jedna seria skoków i bieg na 7,5 km,
- bieg masowy – bieg na 10 km i dwie nieoceniane serie skoków,
- Penalty Race – jedna seria skoków i bieg na 10 km z karnymi rundami (150 m każda).

W przypadku uzyskania przez kilku zawodników takiej samej noty w konkursie, wszystkim przyznaje się punkty za miejsce, na którym są sklasyfikowani (punkty za miejsca, które by zajęli nie są przyznawane). Oznacza to, że jeśli dwaj zawodnicy zajmują pierwsze miejsce, to obaj dostaną po 100 pkt., a następny 60 pkt. Miejsca w klasyfikacji Pucharu Świata ustalane są na podstawie punktów zdobytych przez zawodnika w konkursach indywidualnych danego sezonu. W przypadku, kiedy dwóch zawodników zdobędzie taką samą liczbę punktów, wyżej sklasyfikowany zostaje ten, który więcej razy zwyciężył w konkursie PŚ lub najwyższe zajęte przez niego miejsce w konkursie jest lepsze od miejsca jego konkurenta.
W przypadku gdy nie rozegrana zostanie jedna konkurencja zawody zostają odwołane. Jako zabezpieczenie przed częstym odwoływaniem zawodów, FIS wprowadziła w sezonie 2008/2009 tak zwaną rundę prowizoryczną. Jest to seria skoków rozgrywana zazwyczaj dzień przed właściwymi zawodami. Jeśli w dniu zawodów warunki pogodowe uniemożliwiają przeprowadzenie konkursu skoków, to wyniki rundy prowizorycznej uznawane są za wyniki rundy konkursowej. Runda prowizoryczna jest rozgrywana tylko raz na weekend. Jeśli w kalendarzu zaplanowano dwa konkursy to runda prowizoryczna w razie potrzeby wykorzystywana jest w obu konkursach.

## Klasyfikacje

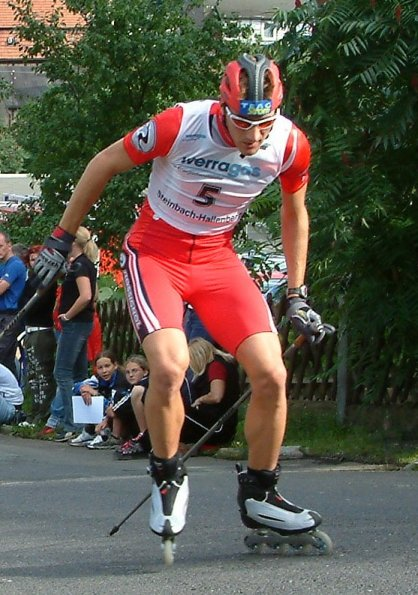
Ronny Ackermann, trzykrotny zwycięzca PŚ

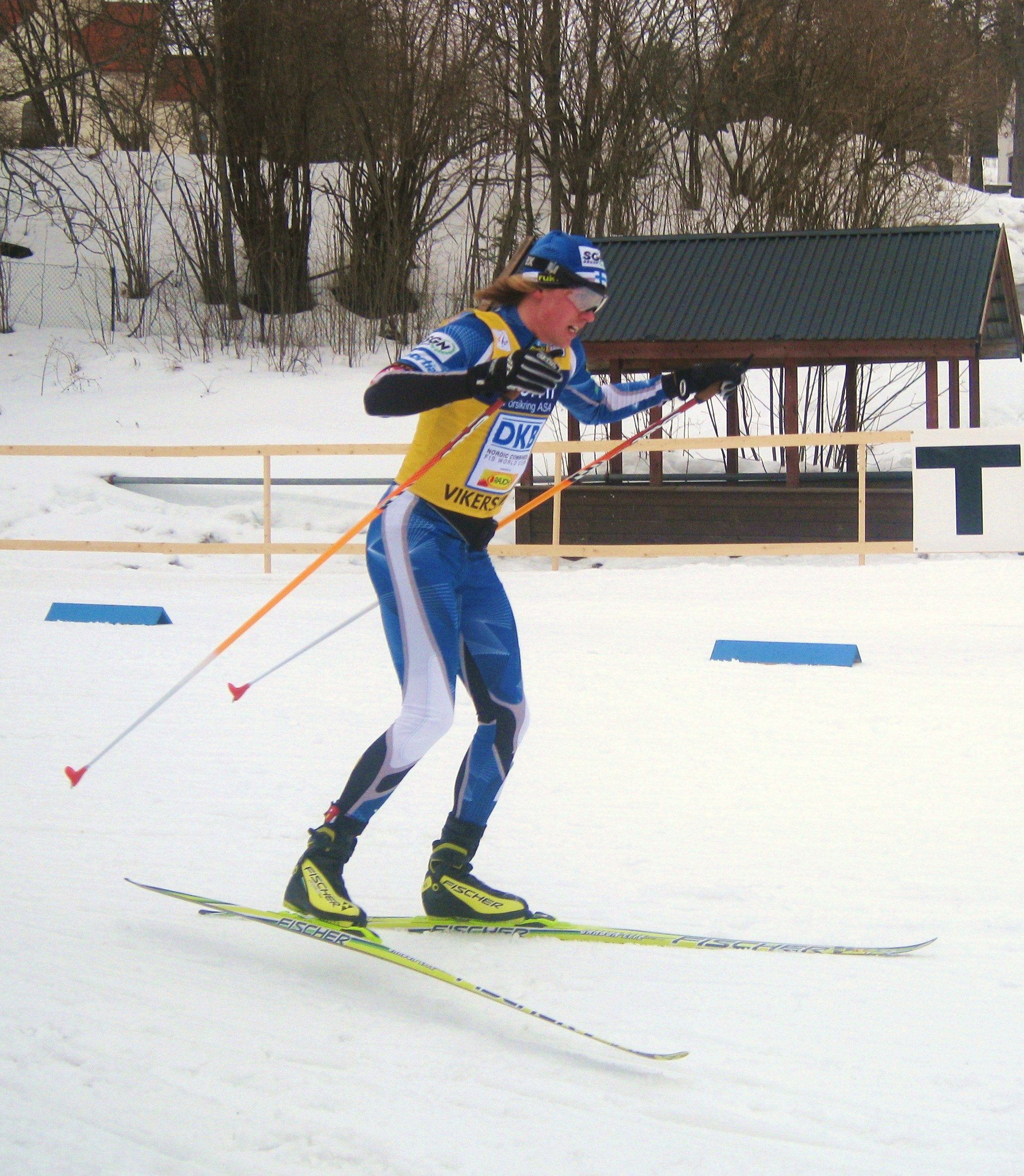
Anssi Koivuranta, zwycięzca z 2009 r.

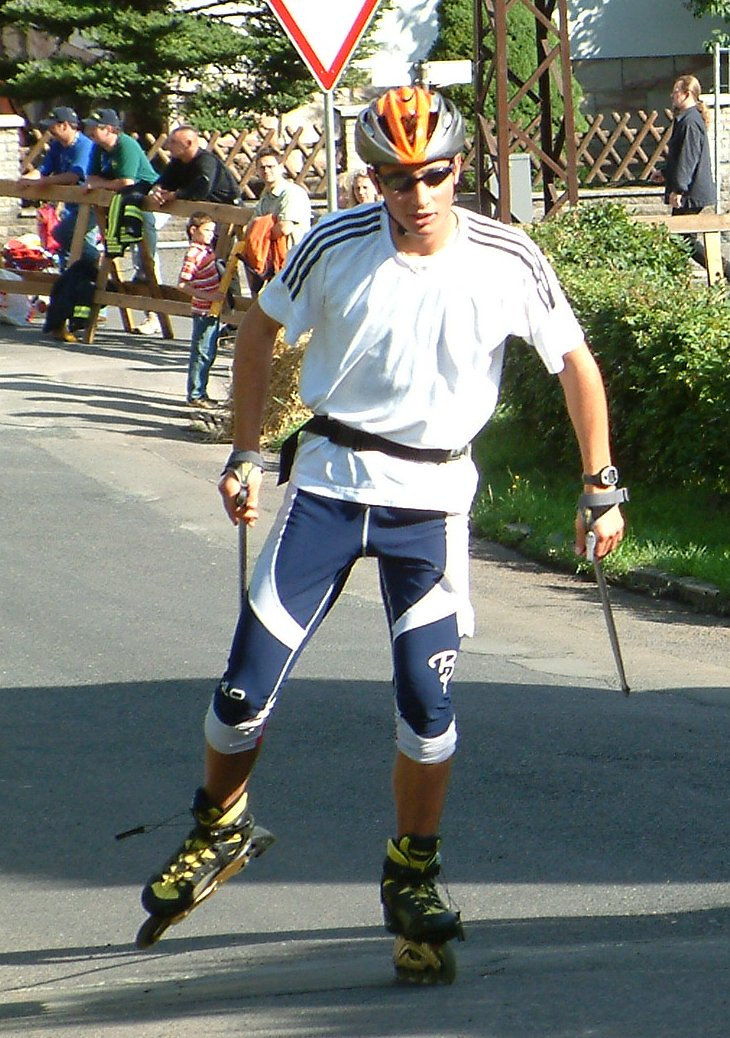
Jason Lamy Chappuis, zwycięzca klasyfikacji sprintu z 2007 r. oraz klasyfikacji generalnej PŚ w latach 2010–2012

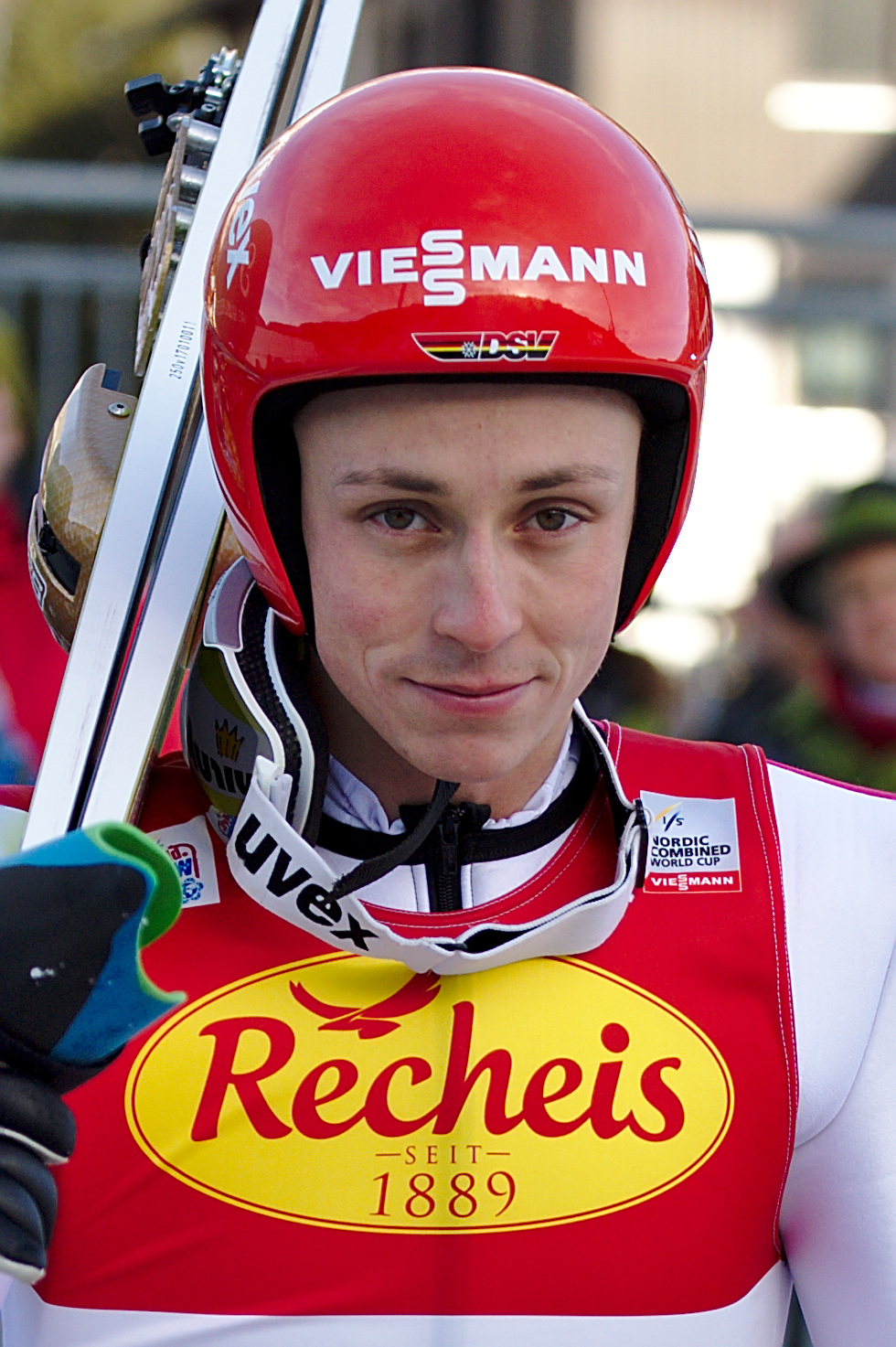
Eric Frenzel, pięciokrotny zwycięzca PŚ

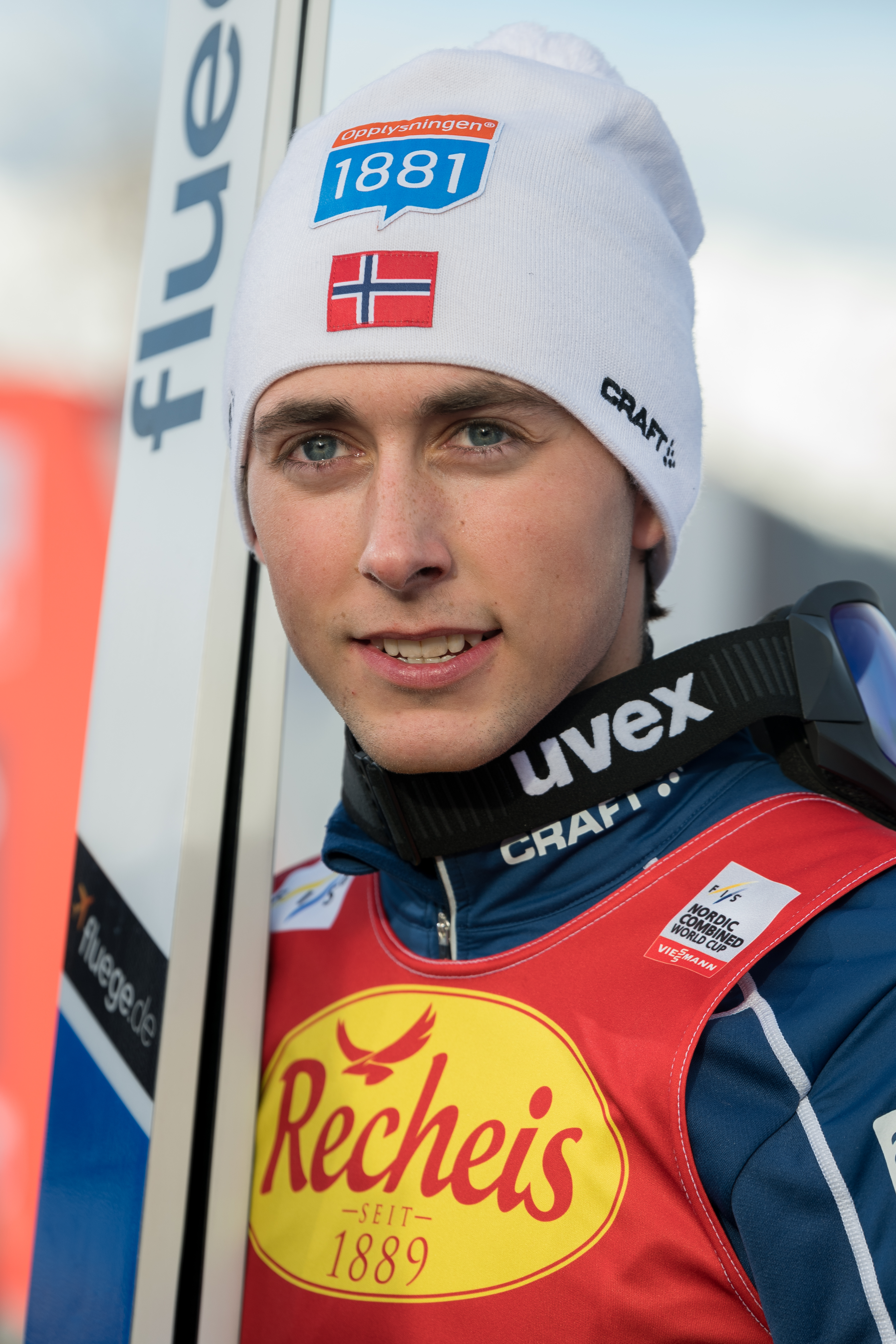
Jarl Magnus Riiber, zwycięzca klasyfikacji generalnej PŚ w latach 2019–2022, 2024

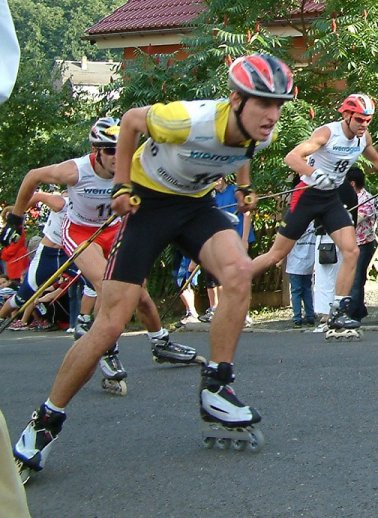
Björn Kircheisen, dwukrotnie trzeci w PŚ

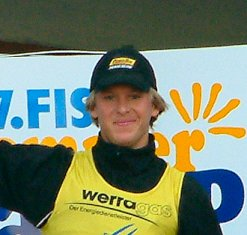
Todd Lodwick, mistrz świata z 2009 r.

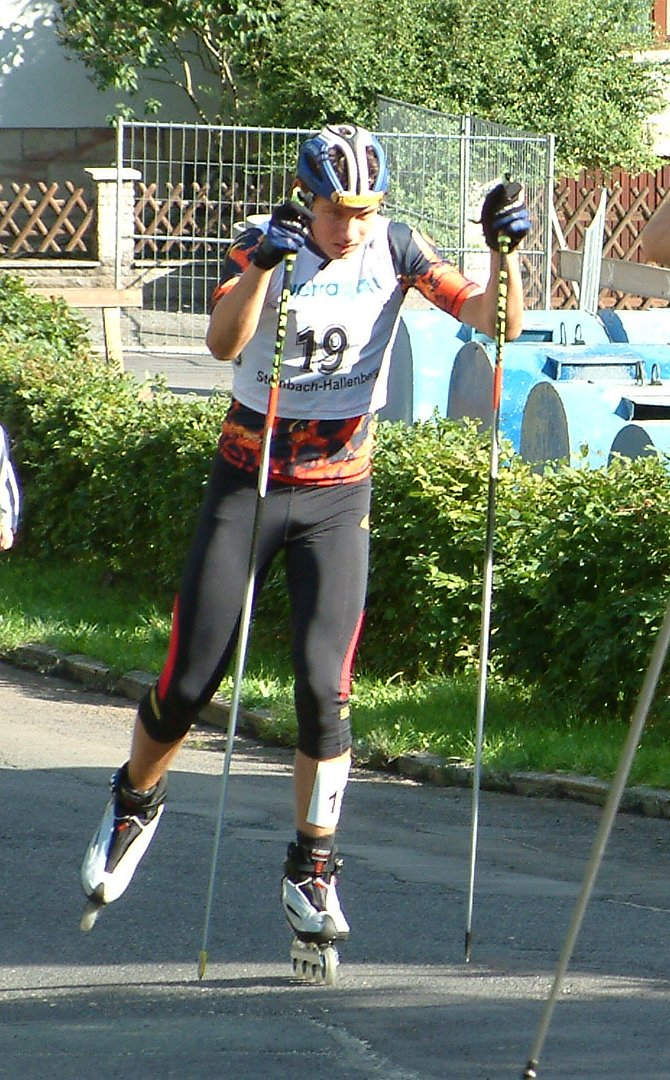
Tino Edelmann, trzykrotny srebrny medalista mistrzostw świata

### Generalna
| Sezon     | Zwycięzca           | 2. miejsce          | 3. miejsce          |
| --------- | ------------------- | ------------------- | ------------------- |
| 1983/1984 | Tom Sandberg        | Uwe Dotzauer        | Geir Andersen       |
| 1984/1985 | Geir Andersen       | Hermann Weinbuch    | Hubert Schwarz      |
| 1985/1986 | Hermann Weinbuch    | Thomas Müller       | Geir Andersen       |
| 1986/1987 | Torbjørn Løkken     | Hermann Weinbuch    | Hippolyt Kempf      |
| 1987/1988 | Klaus Sulzenbacher  | Torbjørn Løkken     | Andreas Schaad      |
| 1988/1989 | Trond-Arne Bredesen | Klaus Sulzenbacher  | Hippolyt Kempf      |
| 1989/1990 | Klaus Sulzenbacher  | Allar Levandi       | Knut Tore Apeland   |
| 1990/1991 | Fred Børre Lundberg | Klaus Sulzenbacher  | Trond Einar Elden   |
| 1991/1992 | Fabrice Guy         | Klaus Sulzenbacher  | Fred Børre Lundberg |
| 1992/1993 | Kenji Ogiwara       | Fred Børre Lundberg | Takanori Kōno       |
| 1993/1994 | Kenji Ogiwara       | Takanori Kōno       | Fred Børre Lundberg |
| 1994/1995 | Kenji Ogiwara       | Bjarte Engen Vik    | Knut Tore Apeland   |
| 1995/1996 | Knut Tore Apeland   | Kenji Ogiwara       | Jari Mantila        |
| 1996/1997 | Samppa Lajunen      | Jari Mantila        | Bjarte Engen Vik    |
| 1997/1998 | Bjarte Engen Vik    | Mario Stecher       | Felix Gottwald      |
| 1998/1999 | Bjarte Engen Vik    | Hannu Manninen      | Ladislav Rygl       |
| 1999/2000 | Samppa Lajunen      | Bjarte Engen Vik    | Ladislav Rygl       |
| 2000/2001 | Felix Gottwald      | Ronny Ackermann     | Bjarte Engen Vik    |
| 2001/2002 | Ronny Ackermann     | Felix Gottwald      | Samppa Lajunen      |
| 2002/2003 | Ronny Ackermann     | Felix Gottwald      | Björn Kircheisen    |
| 2003/2004 | Hannu Manninen      | Ronny Ackermann     | Samppa Lajunen      |
| 2004/2005 | Hannu Manninen      | Ronny Ackermann     | Felix Gottwald      |
| 2005/2006 | Hannu Manninen      | Magnus Moan         | Björn Kircheisen    |
| 2006/2007 | Hannu Manninen      | Jason Lamy Chappuis | Magnus Moan         |
| 2007/2008 | Ronny Ackermann     | Petter Tande        | Bill Demong         |
| 2008/2009 | Anssi Koivuranta    | Magnus Moan         | Bill Demong         |
| 2009/2010 | Jason Lamy Chappuis | Felix Gottwald      | Magnus Moan         |
| 2010/2011 | Jason Lamy Chappuis | Mikko Kokslien      | Felix Gottwald      |
| 2011/2012 | Jason Lamy Chappuis | Akito Watabe        | Mikko Kokslien      |
| 2012/2013 | Eric Frenzel        | Jason Lamy Chappuis | Akito Watabe        |
| 2013/2014 | Eric Frenzel        | Johannes Rydzek     | Akito Watabe        |
| 2014/2015 | Eric Frenzel        | Akito Watabe        | Johannes Rydzek     |
| 2015/2016 | Eric Frenzel        | Akito Watabe        | Fabian Rießle       |
| 2016/2017 | Eric Frenzel        | Johannes Rydzek     | Akito Watabe        |
| 2017/2018 | Akito Watabe        | Jan Schmid          | Fabian Rießle       |
| 2018/2019 | Jarl Magnus Riiber  | Akito Watabe        | Franz-Josef Rehrl   |
| 2019/2020 | Jarl Magnus Riiber  | Jørgen Graabak      | Vinzenz Geiger      |
| 2020/2021 | Jarl Magnus Riiber  | Vinzenz Geiger      | Akito Watabe        |
| 2021/2022 | Jarl Magnus Riiber  | Johannes Lamparter  | Vinzenz Geiger      |
| 2022/2023 | Johannes Lamparter  | Jens Lurås Oftebro  | Julian Schmid       |
| 2023/2024 | Jarl Magnus Riiber  | Stefan Rettenegger  | Johannes Lamparter  |
| 2024/2025 | Vinzenz Geiger      | Jarl Magnus Riiber  | Johannes Lamparter  |

### Sprint
| Sezon     | Zwycięzca           | 2. miejsce          | 3. miejsce       |
| --------- | ------------------- | ------------------- | ---------------- |
| 2000/2001 | Felix Gottwald      | Ronny Ackermann     | Kristian Hammer  |
| 2001/2002 | Ronny Ackermann     | Samppa Lajunen      | Felix Gottwald   |
| 2002/2003 | Ronny Ackermann     | Felix Gottwald      | Björn Kircheisen |
| 2003/2004 | Hannu Manninen      | Samppa Lajunen      | Ronny Ackermann  |
| 2004/2005 | Hannu Manninen      | Ronny Ackermann     | Todd Lodwick     |
| 2005/2006 | Hannu Manninen      | Magnus Moan         | Björn Kircheisen |
| 2006/2007 | Jason Lamy Chappuis | Magnus Moan         | Felix Gottwald   |
| 2007/2008 | Ronny Ackermann     | Jason Lamy Chappuis | Bernhard Gruber  |

### Puchar Narodów
| Sezon     | Pierwsze miejsce | Drugie miejsce | Trzecie miejsce |
| --------- | ---------------- | -------------- | --------------- |
| 1983/1984 | Norwegia         | NRD            | ZSRR            |
| 1984/1985 | Norwegia         | RFN            | NRD             |
| 1985/1986 | RFN              | Norwegia       | Szwajcaria      |
| 1986/1987 | Norwegia         | RFN            | ZSRR            |
| 1987/1988 | Norwegia         | Austria        | Szwajcaria      |
| 1988/1989 | Norwegia         | Austria        | Francja         |
| 1989/1990 | Norwegia         | Austria        | ZSRR            |
| 1990/1991 | Norwegia         | Austria        | Szwajcaria      |
| 1991/1992 | Norwegia         | Austria        | Francja         |
| 1992/1993 | Japonia          | Norwegia       | Szwajcaria      |
| 1993/1994 | Norwegia         | Japonia        | Szwajcaria      |
| 1994/1995 | Norwegia         | Japonia        | Austria         |
| 1995/1996 | Norwegia         | Finlandia      | Japonia         |
| 1996/1997 | Norwegia         | Finlandia      | Austria         |
| 1997/1998 | Norwegia         | Austria        | Finlandia       |
| 1998/1999 | Norwegia         | Finlandia      | Japonia         |
| 1999/2000 | Finlandia        | Norwegia       | Niemcy          |
| 2000/2001 | Austria          | Norwegia       | Niemcy          |
| 2001/2002 | Niemcy           | Finlandia      | Austria         |
| 2002/2003 | Niemcy           | Austria        | Finlandia       |
| 2003/2004 | Finlandia        | Niemcy         | Austria         |
| 2004/2005 | Niemcy           | Finlandia      | Austria         |
| 2005/2006 | Niemcy           | Finlandia      | Austria         |
| 2006/2007 | Austria          | Finlandia      | Niemcy          |
| 2007/2008 | Niemcy           | Austria        | Norwegia        |
| 2008/2009 | Niemcy           | Norwegia       | Austria         |
| 2009/2010 | Austria          | Niemcy         | Norwegia        |
| 2010/2011 | Austria          | Norwegia       | Niemcy          |
| 2011/2012 | Norwegia         | Niemcy         | Francja         |
| 2012/2013 | Niemcy           | Norwegia       | Austria         |
| 2013/2014 | Niemcy           | Norwegia       | Austria         |
| 2014/2015 | Niemcy           | Norwegia       | Austria         |
| 2015/2016 | Niemcy           | Norwegia       | Austria         |
| 2016/2017 | Niemcy           | Austria        | Norwegia        |
| 2017/2018 | Norwegia         | Niemcy         | Austria         |
| 2018/2019 | Norwegia         | Niemcy         | Austria         |
| 2019/2020 | Norwegia         | Niemcy         | Austria         |
| 2020/2021 | Niemcy           | Norwegia       | Austria         |
| 2021/2022 | Norwegia         | Niemcy         | Austria         |
| 2022/2023 | Niemcy           | Norwegia       | Austria         |
| 2023/2024 | Austria          | Norwegia       | Niemcy          |
| 2024/2025 | Niemcy           | Austria        | Norwegia        |

### Mała kryształowa kula – najlepszy biegacz
| Sezon     | Zwycięzca          | 2. miejsce         | 3. miejsce         |
| --------- | ------------------ | ------------------ | ------------------ |
| 2017/2018 | Alessandro Pittin  | Ilkka Herola       | Johannes Rydzek    |
| 2018/2019 | Alessandro Pittin  | Magnus Krog        | Ilkka Herola       |
| 2019/2020 | Ilkka Herola       | Alessandro Pittin  | Eric Frenzel       |
| 2020/2021 | Ilkka Herola       | Jørgen Graabak     | Vinzenz Geiger     |
| 2021/2022 | Ilkka Herola       | Jørgen Graabak     | Vinzenz Geiger     |
| 2022/2023 | Jens Lurås Oftebro | Vinzenz Geiger     | Fabian Rießle      |
| 2023/2024 | Vinzenz Geiger     | Jens Lurås Oftebro | Eero Hirvonen      |
| 2024/2025 | Jens Lurås Oftebro | Vinzenz Geiger     | Stefan Rettenegger |

### Mała kryształowa kula – najlepszy skoczek
| Sezon     | Zwycięzca          | 2. miejsce         | 3. miejsce         |
| --------- | ------------------ | ------------------ | ------------------ |
| 2017/2018 | Akito Watabe       | Jarl Magnus Riiber | Mario Seidl        |
| 2018/2019 | Franz-Josef Rehrl  | Jarl Magnus Riiber | Mario Seidl        |
| 2019/2020 | Jarl Magnus Riiber | Jens Lurås Oftebro | Espen Bjørnstad    |
| 2020/2021 | Jarl Magnus Riiber | Ryōta Yamamoto     | Akito Watabe       |
| 2021/2022 | Jarl Magnus Riiber | Kristjan Ilves     | Johannes Lamparter |
| 2022/2023 | Ryōta Yamamoto     | Franz-Josef Rehrl  | Jarl Magnus Riiber |
| 2023/2024 | Jarl Magnus Riiber | Johannes Lamparter | Thomas Rettenegger |
| 2024/2025 | Jarl Magnus Riiber | Franz-Josef Rehrl  | Johannes Lamparter |

### Mała kryształowa kula – Kompakt
| Sezon     | Zwycięzca          | 2. miejsce         | 3. miejsce         |
| --------- | ------------------ | ------------------ | ------------------ |
| 2023/2024 | Jarl Magnus Riiber | Stefan Rettenegger | Johannes Rydzek    |
| 2024/2025 | Vinzenz Geiger     | Jarl Magnus Riiber | Johannes Lamparter |

### Mała kryształowa kula – Start masowy
| Sezon     | Zwycięzca          | 2. miejsce         | 3. miejsce     |
| --------- | ------------------ | ------------------ | -------------- |
| 2024/2025 | Jarl Magnus Riiber | Johannes Lamparter | Vinzenz Geiger |

## Statystyki zespołowe
| Lp. | Zawodnik                                                          | Tytuły |
| 1.  | Norwegia · 1984-85, 1987, 1989, 1991, 1996 1998-99, 2019-22, 2024 | 13     |
| 2.  | Niemcy · 1986, 2002-03, 2008, 2013-17, 2025                       | 10     |
| 3.  | Finlandia · 1997, 2000, 2004-07, 2009                             | 7      |
| 4.  | Francja · 1992, 2010-12                                           | 4      |
| =   | Japonia · 1993-95, 2018                                           | 4      |
| =   | Austria · 1988, 1990, 2001, 2023                                  | 4      |

| Lp. | Zawodnik                                                            | Tytuły |
| 1.  | Norwegia · 1984-85, 1987-92, 1994-99, 2012, 2018-20, 2022           | 19     |
| 2.  | Niemcy · 1986, 2002-03, 2005-06, 2008-09, 2013-17, 2021, 2023, 2025 | 15     |
| 3.  | Austria · 2001, 2007, 2010-11, 2024                                 | 5      |
| 4.  | Finlandia · 2000, 2004                                              | 2      |
| 5.  | Japonia · 1993                                                      | 1      |

- Klasyfikacja uwzględnia razem RFN i Niemcy.

## Statystyki indywidualne
Stan na koniec sezonu 2024/2025
| Lp. | Zawodnik                                                   | Tytuły |
| 1.  | Eric Frenzel 2012/13;2013/14;2014/15,2015/16,2016/17       | 5      |
| =   | Jarl Magnus Riiber 2018/19;2019/20;2020/21;2021/22;2023/24 | 5      |
| 3.  | Hannu Manninen 2003/04;2004/05;2005/06;2006/07             | 4      |
| 4.  | Kenji Ogiwara 1992/93;1993/94;1994/95                      | 3      |
| =   | Ronny Ackermann 2001/02;2002/03;2007/08                    | 3      |
| =   | Jason Lamy Chappuis 2009/10;2010/11;2011/12                | 3      |
| 7.  | Klaus Sulzenbacher 1987/88;1989/90                         | 2      |
| =   | Bjarte Engen Vik 1997/98;1998/99                           | 2      |
| =   | Samppa Lajunen 1996/97;1999/00                             | 2      |

| Lp. | Zawodnik            | Liczba |
| 1.  | Jarl Magnus Riiber  | 78     |
| 2.  | Hannu Manninen      | 48     |
| 3.  | Eric Frenzel        | 43     |
| 4.  | Ronny Ackermann     | 28     |
| 5.  | Bjarte Engen Vik    | 26     |
| =   | Jason Lamy Chappuis | 26     |
| 7.  | Magnus Moan         | 25     |
| 8.  | Felix Gottwald      | 23     |
| 9.  | Samppa Lajunen      | 20     |
| 10. | Kenji Ogiwara       | 19     |
| =   | Akito Watabe        | 19     |

| Lp. | Zawodnik            | Liczba |
| 1.  | Jarl Magnus Riiber  | 111    |
| 2.  | Hannu Manninen      | 90     |
| 3.  | Eric Frenzel        | 83     |
| 4.  | Ronny Ackermann     | 77     |
| 5.  | Akito Watabe        | 74     |
| 6.  | Felix Gottwald      | 68     |
| 7.  | Bjarte Engen Vik    | 61     |
| 8.  | Jason Lamy Chappuis | 59     |
| 9.  | Samppa Lajunen      | 55     |
| 10. | Magnus Moan         | 54     |